# Église Saint-Stanislas de Milwaukee

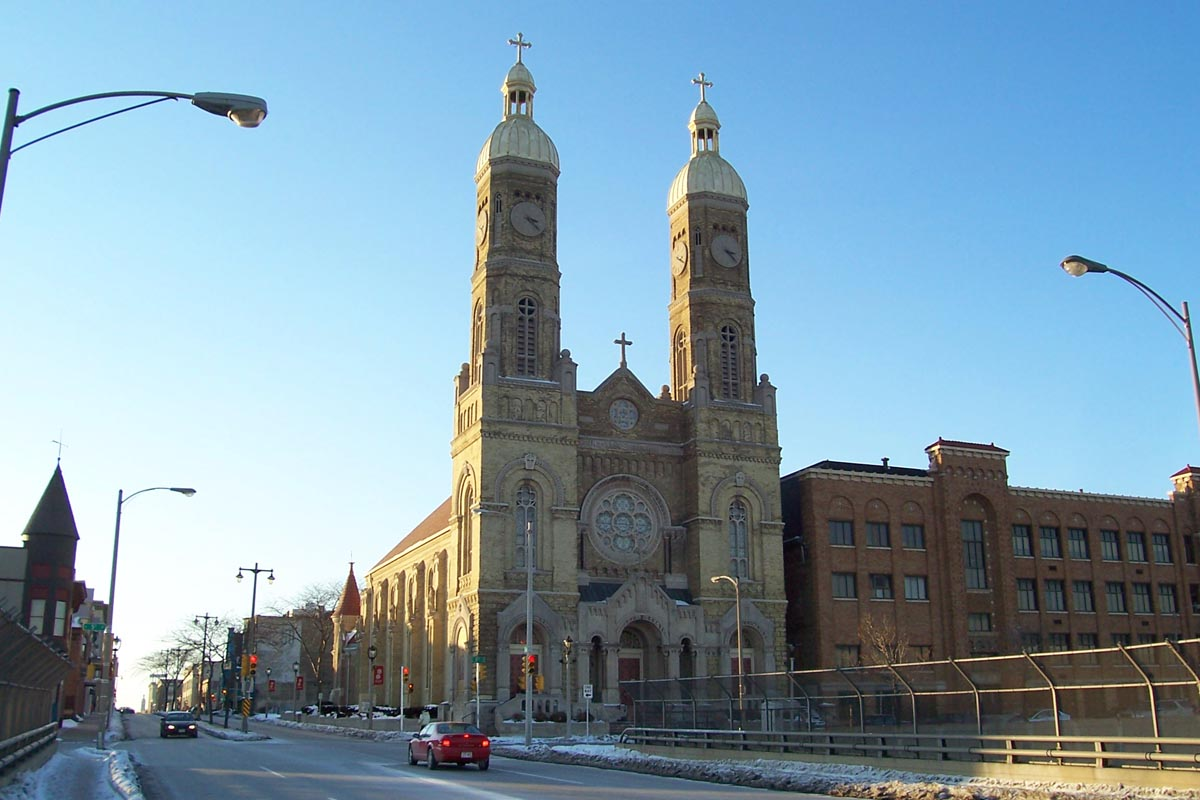
Façade de l'église.

L’église Saint-Stanislas est une église catholique située à Milwaukee dans le Wisconsin (États-Unis). C'est la troisième paroisse fondée par la communauté catholique d'origine polonaise aux États-Unis, et la première fondée dans une grande ville. Elle est dédiée en 1866 à saint Stanislas de Cracovie. D'architecture polonaise, ses tours jumelles sont achevées en 1873. Une école paroissiale lui est adjointe en 1889.
Aujourd'hui ce n'est plus une église paroissiale, mais l'oratoire de la Milwaukee Latin Mass Community. Elle est desservie depuis 2008 par l'Institut du Christ-Roi Souverain Prêtre qui y célèbre en  latin.